# Elisabetta Manfredini-Guarmani

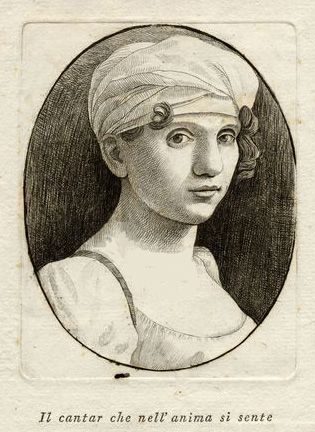
Elisabetta Manfredini-Guarmani

Elisabetta Manfredini-Guarmani (2 de junio de 1780 - después de 1828) fue una cantante de ópera italiana conocida por haber creado los papeles principales de soprano en cuatro óperas de Rossini, papeles que éste escribió específicamente para su voz.  Nació en Bolonia con el nombre de Antonia Elisabetta Manfredini, hija del compositor y teórico musical Vincenzo Manfredini. Tras su debut en 1810, cuando cantó en el estreno de Il trionfo di Gedeone, de Stefano Pavesi, en el Teatro del Corso de Bolonia, pasó a actuar en La Fenice, La Scala, el Teatro Regio de Turín, el Teatro Argentina de Roma y otros teatros de ópera, principalmente en el norte de Italia. Además de los papeles que creó en las óperas de Rossini, también cantó en los estrenos mundiales de óperas de varios compositores menos conocidos hoy en día, como Pietro Raimondi, Simon Mayr y Ferdinando Paër. Su última aparición conocida fue en 1828, después de lo cual no hay más rastro de ella. Se desconoce la fecha y el lugar de su muerte.

## Primeros años y primeras actuaciones

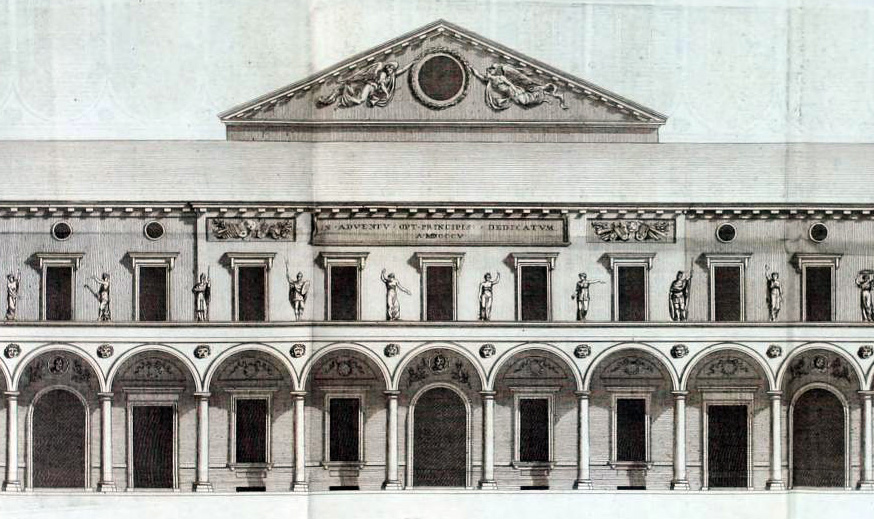
Teatro del Corso de Bolonia, donde Manfredini-Guarmani hizo su debut profesional el 11 de marzo de 1810

Manfredini-Guarmani nació en Bolonia en el seno de una destacada familia de músicos. Su padre, Vincenzo Manfredini, era un conocido compositor y teórico musical que estuvo activo en la corte rusa desde 1758 hasta su regreso a Bolonia en 1769. Su madre, Maria Monari, era una cantante de ópera italiana que actuaba en Rusia en el momento de su matrimonio. La familia Manfredini era originaria de Pistoia. El padre de Vincenzo, Francesco, era compositor, violinista y músico de iglesia, y su hermano mayor, Giuseppe, era un famoso cantante de castrato que había trabajado en la corte rusa como profesor de canto durante la estancia de Vincenzo Según la musicóloga italiana Leonella Grasso Caprioli, en la partida de bautismo de Manfredini-Guarmani figura como fecha de nacimiento el 2 de junio de 1780. Otras fuentes anteriores han indicado el año de su nacimiento como 1786 y 1790, aunque no proporcionan el día ni el mes exactos.  Caprioli ha sugerido que la suposición de un año de nacimiento posterior a 1786 puede deberse a su aparición relativamente tardía como cantante profesional. Se sabe poco sobre los primeros años de vida y formación de Manfredini-Guarmani. En 1802, tres años después de la muerte de su padre, se casó con un colega boloñés, Vincenzo Antonio Guarmani, y de joven parece haber participado activamente en la vida musical de la ciudad. Cantó en conciertos privados en casa del compositor Francesco Sampieri y en 1811 ya era miembro de la Accademia Filarmónica de Bolonia y miembro honorario de la Accademia dei Concordi.

Hizo su debut profesional el 11 de marzo de 1810 cuando cantó el papel de Egla en el estreno de la ópera sacra de Stefano Pavesi, Il trionfo di Gedeone (El triunfo de Gedeón ), en el Teatro del Corso de Bolonia. Tenía 30 años y no está claro por qué emprendió una carrera en la ópera a una edad en la que muchas cantantes de la época ya estaban en su segunda década en el escenario. Sin embargo, Francesco Regli escribiendo en 1860 la describió como proveniente de una "familia respetable que había atravesado tiempos difíciles". Su primera actuación recibió muchos elogios, y el crítico de Il Redattore del Reno escribió:
La signora Elisabetta Manfredini Guarmani, que ha aparecido por primera vez en el escenario [...] encanta con la gracia de su canto que toca profundamente el alma.

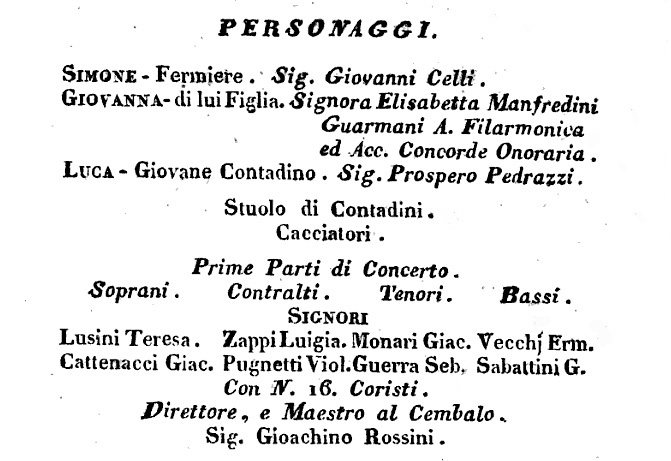
Reparto para la representación de Las estaciones de Haydn en la Accademia Filarmónica de Bolonia, el 10 de mayo de 1811

Ese mismo año, se presentó en el Teatro della Pergola de Florencia, donde cantó el papel principal en el estreno de Eloisa Verner de Pietro Raimondi, y en el Teatro Grande de Brescia, donde cantó Ifigenia en el estreno de Il sagrifizio di Ifigenia de Mayr, una representación que inauguró el nuevo teatro. En el verano de 1811, regresó a Bolonia para cantar el papel principal en una reposición de Nina, de PaisielloNina, ossia La pazza per amore en el Teatro Marsigli.

## Cantando para Rossini
Manfredini-Guarmani trabajó por primera vez con Gioachino Rossini en mayo de 1811, cuando cantó en el oratorio de Haydn Las estaciones. La interpretación especial del oratorio (cantado en italiano como Le quattro stagioni ) fue en celebración del nacimiento de Napoleón II dos meses antes y fue dirigida desde el clavicémbalo por Rossini. Cuando Rossini escribió su ópera Ciro en Babilonia, compuso el papel de Almira específicamente para la voz de Manfredini-Guarmani. Tras su estreno en el Teatro Comunale de Ferrara en 1812, pasó a componer tres óperas más con ella en el papel de soprano principal, Tancredi (1813), Sigismondo (1814) y Adelaide di Borgogna (1817). Adelaide tuvo solo un éxito modesto cuando se estrenó en el Teatro Argentina de Roma. La Gazzetta di Bologna informó que la música no se adaptaba bien a ella y que su voz se había visto afectada por los vapores de las lámparas de aceite utilizadas para iluminar el teatro. Aunque este fue el último papel de Rossini que creó, siguió actuando en múltiples reposiciones de sus otras óperas hasta 1824, apareciendo como Desdémona en Otello, Cristina en Eduardo e Cristina, Zenobia en Aureliano en Palmira, Elcìa en Mosè en Egitto, y el papel principal en Zelmira . Según Elizabeth Forbes, la música que Rossini escribió para ella sugiere que tenía una voz de "flexibilidad excepcional".

## Más estrenos y carrera posterior
Intercalados con su trabajo en las óperas de Rossini, Manfredini-Guarmani creó varios papeles en óperas de otros compositores menos conocidos en la actualidad, especializándose en lo que Caprioli llama la heroína prerromántica "frágil y perseguida". Francesco Regli la describió como habiendo cantado esos papeles "angelicalmente" con una voz extremadamente bella y bien educada y una dicción clara que compensaba una cierta falta de calidez en su interpretación.
En 1812 cantó en los estrenos de Aspasia e Cleomene de Pavesi en el Teatro della Pergola de Florencia y Teodoro en La Fenice de Venecia. La temporada de Carnaval de 1814 la encontró en el Teatro Regio de Turín, donde creó los papeles de Rosanne en Bajazet de Generali y Cleopatra en Cesare in Egitto de Ercole Paganini . En 1815, poco después de aparecer en Sigismondo de Rossini en La Fenice, apareció allí en el estreno de Euristea o L'amore generoso de Coccia . Más tarde ese año fue contratada por La Scala en Milán, donde creó el papel de Mandane en L'eroísmo in amore de Paër y también cantó el papel principal en una reposición de Ginevra di Scozia de Mayr.
La relación de Manfredini-Guarmani con el aristócrata y compositor boloñés Francesco Sampieri es anterior a su carrera profesional. Además de cantar en conciertos privados en su casa, ambos eran miembros de la Accademia Filarmónica de Bolonia y de la Accademia dei Concordi (fundada por Sampieri). Un año después de su debut, cantó en el estreno de La nascita del Re di Roma, la segunda celebración musical del nacimiento de Napoleón II en Bolonia. También compuso un aria especial para ella, que insertó en sus actuaciones de 1816 como Briseida en una reposición de Achille de Paër en Forlì. A continuación, interpretó el papel principal de Il trionfo di Emilia, de Sampieri, que se estrenó en Roma en 1818. Diez años después de su debut en Bolonia, regresó para cantar en la reposición de Le Danaidi de Morlacchi en el Teatro Contavalli. La representación del 28 de noviembre de 1820 fue benéfica para ella, y además interpretó una escena de Il trionfo di Emilia entre el primer y el segundo acto de Le Danaidi. 

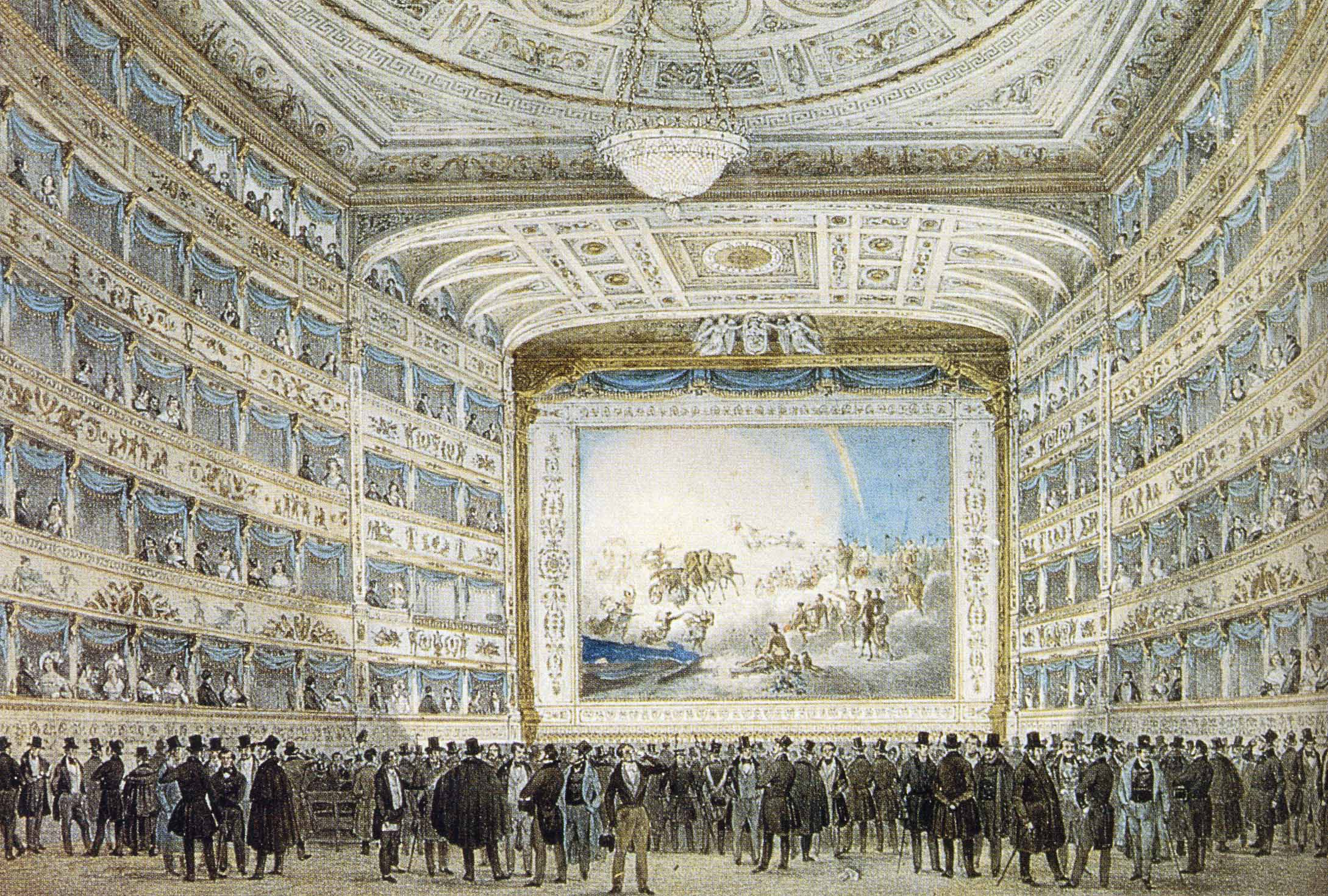
Teatro La Fenice de Venecia donde Manfredini-Guarmani cantó en los estrenos mundiales de Sigismondo y Tancredi de Rossini, Teodoro de Pavesi y Euristea de Coccia

En los últimos años de su carrera, ya no creó nuevos papeles, sino que continuó cantando papeles de soprano principal en óperas que ya estaban en el repertorio. Además de sus apariciones en reposiciones de óperas de Rossini, cantó varias veces el papel principal de la Medea in Corinto de Mayr, así como la Clotilde de La rosa bianca e la rosa rossa. El crítico de Teatri, arti e letteratura escribió sobre su actuación del 27 de diciembre de 1828 en La rosa bianca e la rosa rossa en Rimini:
La signora Elisa Manfredini, una distinguida cantante, interpretó el papel de prima donna con gran aplauso. Tanto su canto consumado como su noble presencia escénica la hacen merecedora del elogio unánime que recibe.
En ese momento tenía 48 años. Después de la aparición en Rimini no hay más rastro de ella. Se desconoce la fecha y el lugar de su muerte.

## Papeles creados
Se sabe que Elisabetta Manfredini-Guarmani cantó en los estrenos mundiales de las siguientes obras:
- Egla en Il trionfo di Gedeone de Pavesi (Teatro del Corso, Bolonia, 11 de marzo de 1810)[3]
- Eloisa en Eloisa Verner de Raimondi ( Teatro della Pergola, Florencia, otoño de 1810)
- Ifigenia en Il sagrifizio di Ifigenia de Mayr (Teatro Grande, Brescia, 26 de diciembre de 1810)[16]
- Minerva en La nascita del Re di Roma de Sampieri (Società del Casino, Bolonia 5 de julio de 1811)[17]
- Almira en el Ciro en Babilonia de Rossini  (Teatro Comunale, Ferrara, 14 de marzo de 1812)
- Aspasia en Aspasia e Cleomene de Pavesi (Teatro della Pergola, Florencia, otoño de 1812)[18]
- Anaide en el Teodoro de Pavesi ( La Fenice, Venecia, 26 de diciembre de 1812)
- Amenaide en Tancredi de Rossini (La Fenice, Venecia, 6 de febrero de 1813)
- Rosanne en Bajazet de Generali ( Teatro Regio, Turín, 26 de diciembre de 1813)
- Cleopatra en Cesare in Egitto de Ercole Paganini (Teatro Regio, Turín, 22 de enero de 1814)
- Aldimira en Sigismondo de Rossini (La Fenice, Venecia, 26 de diciembre de 1814)
- Euristea en Euristea o L'amore generoso de Coccia (La Fenice, Venecia, 21 de enero de 1815)
- Mandane en L'eroísmo in amore de Paër ( La Scala, Milán, 26 de diciembre de 1815)
- Amor della patria en la Egeria de Mayr (Teatro Grande, Bescia, en presencia del emperador Francisco I de Austria, 1816)[19]
- Adelaide en Adelaide di Borgogna de Rossini ( Teatro Argentina, Roma, 27 de diciembre de 1817)
- Emilia en Il trionfo di Emilia de Sampieri (Teatro Argentina, Roma, 19 de enero de 1818)[20]